# Jesdaporn Pholdee
Jesdaporn Pholdee (tiếng Thái: เจษฎาภรณ์ ผลดี, phiên âm: Chét-xa-đa-bon Bon-đi, sinh ngày 5 tháng 6 năm 1977) còn có nghệ danh là Tik (ติ๊ก, Tít), là một ca sĩ, diễn viên và người mẫu người Thái Lan.

## Tiểu sử
Tik Jesdaporn sinh ngày 5 tháng 6 năm 1977 tại Băng Cốc, Thái Lan. Anh là con cả trong gia đình có ba người con trai, bố từng làm việc trong Cục thủy lợi Thái Lan, mẹ từng là kế toán viên. Tik có hai em trai, Tun Pichetchai nhỏ hơn anh 1 tuổi, cũng là diễn viên và Tong Piyachot nhỏ hơn anh 11 tuổi, yêu thích bóng đá, năm 2012 sau khi tốt nghiệp Trường đại học Luật đã gia nhập đội bóng "fighting fish team".

## Sự nghiệp
Tik lúc nhỏ là một cậu bé nhút nhát mà nghịch ngợm, năm lớp 4 tiểu học từng đóng quảng cáo cho giày thể thao trẻ em nhưng không được nhiều người biết đến. Ngoài ra Tik còn tham gia đóng các quảng cáo như sản phẩm tắm gội Mistine (2005-2006), dầu gội Chhnang của Unilever...
Năm 1997, khi Tik còn đang theo học năm 3 trường đại học, trong một buổi thử vai quảng cáo anh đã được đạo diễn Nonzee Nimitumr phát hiện và mời tham gia vai chính trong phim điện ảnh Dang Bireley's and Young Gangsters. Từ đó Tik chính thức bước vào làng giải trí.
Sau đó, Tik bắt đầu thành công trong một số phim như The Iron Ladies năm 2000. Anh cũng đóng phim kinh dị tên là The Eye 2.
Tik được bình chọn là "Sexiest Man in Thailand" năm 2003 qua "Internet Durex Global Sex Survey". Anh đã chiến thắng với 39% phiếu bầu của phụ nữ.
Tik gây ấn tượng mạnh với các tác phẩm "để đời" như The Iron Ladies kể về những tuyển thủ bóng rổ chuyển giới, tác phẩm kinh dị I Miss You: If You Love Me, Don't Miss Me và nhất là bộ phim Tìm nhau giữa mùa thu - phiên bản Thái của bộ phim nổi tiếng Hàn Quốc Trái tim mùa thu, thủ vai chính do Song Seung-heon đảm nhận.
Ngoài hoạt động giải trí, Tik cũng là host và nhà sản xuất của Navigator, một chương trình du lịch sinh thái trên đài CH3 từ năm 2005, đồng thời là một diễn giả khách mời để nói chuyện về du lịch sinh thái tại một số cơ sở giáo dục. Anh và chương trình của Anh đã nhận được giải thưởng từ nhiều tổ chức khác nhau.
Năm 2014, Tik được trao bằng Thạc sĩ Khoa học về Khoa học Môi trường và bằng Tiến sĩ Tài nguyên Thiên nhiên.
20 năm trong nghề, Tik đã mang về cho mình 40 giải thưởng. Đây là kết quả cho những nỗ lực mà anh luôn phấn đấu trong suốt con đường nghệ thuật của mình.
Những năm gần đây, Tik bắt đầu tham gia ít phim lại để tập trung sang lĩnh vực sản xuất phim. Dù không mấy thành công nhưng đây cũng là những bài học để Tik phát triển nhiều hơn nữa trong vai trò là nhà sản xuất.

## Đời tư
Năm 2004, Tik được nữ diễn viên Chompoo Araya giới thiệu và làm quen với Peach Sitamon Taengsuwan, là một diễn viên, người mẫu. Sau 5 năm yêu nhau, cả hai chính thức kết hôn vào ngày 09/07/2009. Ngày 16/01/2014, cả hai đón con trai đầu lòng Kent Jespordin. Bé Kent được thừa hưởng những nét đẹp từ cả cha lẫn mẹ, những cử chỉ và hành động đáng yêu của Kent luôn thu hút sự quan tâm của những người hâm mộ bố mẹ bé. 
Kết hôn đã được 6 năm song Tik và Peach vẫn vô cùng ngọt ngào, gia đình nhỏ ba người của mĩ nam gợi cảm nhất Thái Lan luôn khiến người khác phải ghen tị vì những khoảnh khắc hạnh phúc bên nhau vô cùng ấm áp, tình cảm. Nhiều người hâm mộ còn bình chọn đây là một trong những gia đình hoàn hảo nhất xứ Chùa Vàng.

## Các phim đã tham gia

### Phim điện ảnh
| Năm  | Tên gốc                                   | Vai                    | Đóng với                                         |
| ---- | ----------------------------------------- | ---------------------- | ------------------------------------------------ |
| 1997 | Dang Bireley's and Young Gangsters        | Dang Bireley           | Champagne X                                      |
| 1998 | 303 Fear Faith Revenge                    | Prince Daowaduang Sila |                                                  |
| 1998 | Destiny Upside Down                       | Tankhun / "Tan"        | Sonia Couling                                    |
| 2000 | Satang                                    | Rabue                  | Khemapson Sirisukha                              |
| 2001 | The Iron Ladies                           | Chai                   | Suchira Arunnaphiphat                            |
| 2003 | The Iron Ladies 2                         | Chai                   | Suchira Arunnaphiphat                            |
| 2003 | The Whistle                               | Muuton                 | Natthaweeranuch Thongmee                         |
| 2004 | The Eye 2                                 | Sam                    | Thư Kỳ                                           |
| 2006 | Magnificent Five                          | Seua / Tiger           | Paula Taylor                                     |
| 2008 | Queens Of Langkasuka                      | Prince of Pahang       | Anna Reese                                       |
| 2008 | Deep in the Jungle                        | Nawin                  | Ploy Jindachote                                  |
| 2012 | I Miss You: If You Love Me, Don't Miss Me | Thana                  | Natthaweeranuch Thongmee & Apinya Sakuljaroensuk |
| 2012 | Super Salaryman                           | Pan                    | Natchalai Sukkamongkol                           |
| 2022 | My Tempo                                  | TBA                    | TBA                                              |

### Phim truyền hình
| Năm  | Tên gốc                                     | Tên tiếng Việt                        | Vai                           | Đài          |
| ---- | ------------------------------------------- | ------------------------------------- | ----------------------------- | ------------ |
| 1999 | Soda Gub Cha Yen                            | Một nửa hoàn hảo                      | Pattaya / Pattana             | CH5          |
| 2000 | Prissana                                    |                                       | Taan Chai Puthpreecha         | CH7          |
| 2001 | Tawan Tat Burapha                           | Nghịch chiến sinh tử                  | Burapa                        | CH5          |
| 2001 | Wang Waree                                  | Biệt thự thần bí                      | Phadon                        | CH3          |
| 2002 | Roy Leh Sanae Rai                           | Tình yêu lừa dối / Sự quyến rũ xấu xa | Kongpop Pattaratanasarn       | CH5          |
| 2003 | Tok Kra Dai Hua Jai Ploy Jone               | Đều là lỗi của tình yêu               | Cholchat                      | CH5          |
| 2004 | Nang Sao Jing Jai Kub Nai San Dee           | Nàng ngây thơ, anh chàng ba phải      | San Dee                       | CH7          |
| 2004 | Luerd Kattiya                               | Dòng máu hoàng tộc                    | Anothai                       | CH5          |
| 2005 | Fun Fueng                                   | Sự hoán đổi hoàn hảo / Ảo mộng        | Rattawee Indharasuwan / "Wee" | CH5          |
| 2006 | Tang Fah Tawan Diew                         |                                       | Huto Heyman Tonnikan          | CH3          |
| 2006 | Kaew Tah Pee                                | Chàng tỷ phú mù                       | Chisanu "Nu" Naresuan         | CH3          |
| 2008 | Ruk Rhythm                                  |                                       | Folk                          | CH5          |
| 2010 | Wanida                                      | Nợ tình                               | Major Prajak Mahasak (Yai)    | CH3          |
| 2013 | Autumn in My Heart                          | Tìm nhau giữa mùa thu                 | Patin                         | True Visions |
| 2014 | Yah Leum Chan                               | Đừng quên em                          | Khemachad / "Khem"            | CH3          |
| 2015 | Luerd Mungkorn: Singh                       | Thời đại anh hùng: Sư tử              | "Thee" Songklod Yonwanit      | CH3          |
| 2016 | Jao Ban Jao Ruen                            | Tình yêu từ hai nửa thế giới          | Raiwin                        | CH3          |
| 2016 | Fang Nam Jarod Fang Fah, Sky Masters Series | Mãi mãi bên em                        | Yothin                        | True4U       |
| 2016 | Plerng Naree                                | Nàng công chúa lửa                    | Theephob                      | CH3          |
| 2016 | Maya Chimplee                               |                                       | (khách mời)                   | CH3          |
| 2018 | Khu See Phee Mue Prap                       | Cặp đôi bắt ma                        | Mat                           | Workpoint TV |
| 2018 | Duay Rang Atitharn                          | Sức mạnh nguyện ước                   | Krit                          | CH3          |
| 2020 | Dung Duang Haruetai                         | Giải mã một vì sao                    | King Rangsiymun               | CH3          |
| 2021 | XYZ                                         |                                       | Ongkrak                       | True4U       |
| TBA  | Lhom Pud Parn Dao                           | TBA                                   | Songwat                       | CH7          |

### Nhà sản xuất phim
| Năm | Tên gốc           | Đài |
| --- | ----------------- | --- |
| TBA | Lhom Pud Parn Dao | CH7 |

### Chương trình
| Năm  | Chương trình                      | Vai trò         | Với                                       | Kênh    |
| ---- | --------------------------------- | --------------- | ----------------------------------------- | ------- |
| 2020 | The Brothers: School of Gentlemen | Huấn luyện viên | Mario Maurer, Nichkhun, Ananda Everingham | Line TV |

## Giải thưởng
- Thailand Blockbuster Entertainment Award - Rising Star Award for Dang Bireley's and Young Gangsters (1997)
- Pasurataswadee Award for being a Good Role Model Against Drugs (2000)
- Honor Pin (Kemkrat)Award for being a Good Role Model Against Drugs (2001)from PM Gen. Chawalit Yongjaiyuth
- Thailand Esquire Award - Man At His Best Award 2001 - Actor Achievement Award by Esquire Magazine
- Selected to be the presenter for Thai Tourism between 2002 and 2004
- Star Entertainment Awards - Best Actor in the TV Series Tawan Tud Burapa (2002)
- Elle Style Awards - Hottest Style of the Year and Best Actor (2002)
- Sua Tong Kum (เสื้อทองคำ) Award 2002 - Thai Tailor Association from the Privy Councilor HE Gen. Pichitr Kullavanichaya
- Honor Pin received from Princess Ubol Rattana on International Anti-Drug Day ngày 26 tháng 6 năm 2002
- Petch Siam Awards 2002 from Chandrakasem Rajabhat University, Office of Art & Culture
- Sexiest Man of the Year Award: Durex Poll between years 2002 and 2005
- Top Award - Best Actor in the TV Series Roy Leh Saneh Rai (2002)
- Mekhala Awards 2004 - Best Actor from TV Series Ms jingjai and Mr Sandee
- Mekhala Vote Awards 2004 - Most Popular Actor
- Top Award - Best Actor in the TV Series Lued Kattiya (2003)
- Top Award - Best Actor in the TV Series Nangsao Jingjai Gub Nai Saandee (2004)
- Kom Chak Luek Award - Best Actor of 2006 for Kaew Tah Pee TV Series
- OK! Magazine Award 2007 - Female Heartthrob
- Dusit Poll - Dusit Rajabhat University's Countrywide Survey - Most Favourite Actor in 2001, 2002, 2003 and 2004
- ABAC Poll - Assumption University's Countrywide Survey - Most Favourite Actor 2006
- The Man whom woman wants to marry with the most Voted Award 2008 – SOHU.COM, China
- The Most Popular Actor 2008 – Sudsapda's Young & Smart 2008 Voted Awards
- The Hottest Couple - WE Magazine 2009
- Green Globe Award 2010 – Media Category, awarded by Petroleum Authority of Thailand (Navigator Program)
- SeeSun Bunthueng Awards 2010 - The Best Leading Actor of the Year
- The Most Popular Actor 2010 - Sudsapda's Young & Smart 2010 Voted Awards
- 8th Kom Chad Luk Awards – The Most Popular Actor 2010
- TV Pool Top Awards – The Best Actor 2010
- 25th Golden Television Awards - The Leading Actor of Distinction 2010
- 4th Rakangthong (Golden Bell) Awards 2011 – awarded by Broadcaster and Journalist's Assembly of Thailand (BJ.AT) for being the role model in social responsibility/ contributions/ good deeds, following the King's footsteps, given by The acting Buddhist Supreme Patriarch (Sangharaja) and H.E. Air Chief Marshal Kamthon Sindhavanon - a Privy Councillor (appointed advisor to His Majesty The King)
- The Most Popular Show Host – Sudsapda's Young & Smart 2011 Voted Awards (from Navigator program)
- 2012 Phra Kinnaree Award - awarded by Broadcaster and Journalist's Assembly of Thailand (BJ.AT) awarded for being the role model in social responsibility/ contributions/ good deeds, following the King's footsteps, given by His Excellency Kamthon Sindhavanon, the former Air Chief Marshal and currently one of His Majesty's Privy Councillors
- 2012 Male Hot Stuff Award – OK! Magazine (Thailand)
- 2014 SIAM DARA STARS AWARDS - Best Actor from "Forget Me Not"
- 2014 Male Hot Stuff Award – OK! Magazine (Thailand)
- 2015 Male Hot Stuff Award - OK! Magazine (Thailand)
- 2016 Parent of the Year – "The Best Role Model Parents" - The Pholdees: Tik & Peach, awarded by Amarin Baby & Kids magazine
- 2016 Father of the Year – "The Best Role Model Father" awarded by Amarin Baby & Kids magazine
- 2016 No. 1 on Suandusitpoll "The Most Famous Actor"